# Måns Möller
Måns Gustav Möller, född 27 januari 1975 i Hässelby församling, Stockholm, är en svensk ståuppkomiker och programledare.

## Biografi och karriär
Möller utbildades på Adolf Fredriks musikklasser samt ekonomprogrammet på Kungsholmens gymnasium/Stockholms musikgymnasium.
Han har levt på komiken sedan 1998. Första stora föreställningen var publiksuccén Jävla 70-talister samma år, tillsammans med Johan Glans, David Batra och Thomas Järvheden. Föreställningen spelades på Berns i Stockholm och delar sändes av SVT:s Släng dig i brunnen. Sedan gjorde Möller showen Bröderna Graaf tillsammans med Magnus Betnér och Thomas Järvheden. Därefter gjorde samma komiker sketcher i Kanal 5:s mansmagasin Y-front. Möller medverkade sedan i en panel, som kom med korta reflektioner, i Söndagsöppet. Sedan följde uppträdande i TV4:s Time out. Detta ledde till fler uppdrag och medverkan i TV-program som till exempel När & Fjärran, Tack gode gud och Fråga Olle. Vid samma tidpunkt drogs standup comedy-programmet Stockholm Live igång. 2005/2006 tävlade Möller i På spåret tillsammans med Birgit Carlstén. Mellan 2006 och 2008 var Möller programledare i TV3:s panelhumorprogram Extra! Extra! och hösten 2009 respektive 2010 för Cirkus Möller som sändes efter fredagsfinalerna av Idol på TV4. Programidén bygger på inspelade sketcher med flera kända komiker (bland andra Petra Mede och David Batra) kombinerat med att programledaren själv utför skämt av olika aktuella slag inför en studiopublik. Många inslag ackompanjeras av Stephen Simmonds band. Under våren 2010 turnerade Möller landet runt med scenversionen av Cirkus Möller. 
Hösten 2010 uppträdde Möller tillsammans med Martin Stenmarck, Brolle och Andreas Johnson med föreställningen Ladies Night. Möller är delägare i komikeragenturen Roa Produktion tillsammans med Johan Glans, David Batra, Hasse Brontén, Thomas Järvheden och Özz Nûjen. ROA är grundare till, samt producent av, sommarturnén  Sunny Standup som har satts upp varje sommar sedan 2009.
Måns Möller har varit programledare för TV-programmet Superungar som startade 25 november 2018 och som sändes i sex avsnitt. Serien handlade om barn med autism, ADHD eller andra neuropsykiatriska diagnoser. I programserien anlitade Möller olika experter som kunde hjälpa barn och deras föräldrar att handskas med de problem som uppstår. Möller har själv en son med autism, och i serien visades när Måns Möller själv genomgår en ADHD-utredning.
I februari 2021 åkte Måns Möller, tillsammans med Christer Skog, Vasaloppssträckan 10 dagar i rad, med syfte att samla in pengar till att erbjuda barn med neuropsykiatriska diagnoser fler möjligheter att idrotta. Totalt samlades 1,7 miljoner svenska kronor in. Vid Vasaloppet 2024 medverkade Måns Möller som så kallad åkande reporter.

## Standupföreställningar
- 1998 Jävla 70-talister, med Johan Glans, David Batra och Thomas Järvheden på Berns, Stockholm
- 1999 Bröderna Graaf med Thomas Järvheden och Magnus Betnér på Norra Brunn, Stockholm
- 2002 Omogna killar med Özz Nûjen och Patrik Larsson på Mosebacke, Stockholm
- 2003 Omogna killar med Özz Nûjen och Patrik Larsson på Mosebacke, Stockholm
- 2004 Omogna killar + en kärring med Özz Nûjen, Patrik Larsson och Anna-Lena Brundin på turné med Riksteatern
- 2005 Revolution med Mårten Andersson och Thomas Järvheden på Norra Brunn
- 2006 Omogna killar med Özz Nûjen och Patrik Larsson på Mosebacke, Stockholm
- 2007 Özz vs Måns Fight Night med Özz Nûjen. Turné.
- 2007 Omogna killar med Özz Nûjen och Patrik Larsson på Slagthuset, Malmö
- 2008 Turnén 2008 med Björn Gustafsson, Soran Ismail och Özz Nûjen. Turné.
- 2008 Omogna killar med Özz Nûjen och Patrik Larsson på Slagthuset, Malmö
- 2009 Raw Comedy Cruise
- 2010 Cirkus Möller med Patrik Larsson, Sean Banan och Stephen Simmonds. Turné.
- 2010 Sunny Standup med Johan Glans, David Batra, Hasse Brontén, Stephen Simmonds,
- 2011 Omogna killar med Özz Nûjen och Patrik Larsson på Trädgårn i Göteborg
- 2011 Sunny Standup. Med Johan Glans, David Batra, Hasse Brontén, Stephen Simmonds, Özz Nûjen, Christopher Linnell
- 2011 Standup de luxe med Özz Nûjen. Turné.
- 2012 Raw on tour. Med Mårten Andersson, Kodjo Akolor, Messiah Hallberg, Marika Carlsson och Flip Schultz
- 2012 Sunny Standup med Johan Glans, David Batra, Hasse Brontén, Stephen Simmonds, Soran Ismail, Jesper Rönndahl, Ann Westin, Anna-Lena Brundin, Robin Paulsson och Marika Carlsson.
- 2012 Omogna killar med Özz Nûjen och Patrik Larsson. Tällberg.
- 2013 Sunny Standup med Johan Glans, David Batra, Hasse Brontén, Stephen Simmonds, Thomas Järvheden, Jesper Rönndahl, Ann Westin, Anna-Lena Brundin, Robin Paulsson och Marika Carlsson.
- 2013 Jävla pajas, soloshow om autism, premiär i mars.
- 2014 Sunny Standup med Johan Glans, David Batra, Hasse Brontén, Stephen Simmonds, Soran Ismail, Jesper Rönndahl, Ann Westin, Patrik Larsson, Martin Lagos, Robin Paulsson, Tobias Persson och Marika Carlsson.

## Tv
| År   | Programlederi            | Panelhumor    | Panelhumor                 | Stand-up                 | Gästmedverkan                                                                |
| ---- | ------------------------ | ------------- | -------------------------- | ------------------------ | ---------------------------------------------------------------------------- |
| 1998 |                          |               |                            | Släng dig i brunnen, SVT |                                                                              |
| 2000 |                          |               |                            |                          | Räkfrossa, Kanal 5                                                           |
| 2002 |                          |               |                            |                          | Söndagsöppet, SVT                                                            |
| 2003 |                          | Time out, TV4 |                            |                          |                                                                              |
| 2004 |                          | Time out, TV4 |                            | Stockholm Live, SVT      |                                                                              |
| 2005 | Världens humorkväll, TV4 | Time out, TV4 |                            | Stockholm Live, SVT      | På spåret, SVT Bingolotto, TV4                                               |
| 2006 |                          | Time out, TV4 | Extra! Extra!, TV3         |                          |                                                                              |
| 2007 |                          | Time out, TV4 | Extra! Extra!, TV3         | Stockholm Live, SVT      | Tack gode gud, TV4 Robins, SVT Bingolotto, TV4 Sommarkrysset, TV4 Kristallen |
| 2008 |                          |               | Extra! Extra!, TV3         |                          | Jeopardy, TV4 (Stormästare)                                                  |
| 2009 | Cirkus Möller, TV4       |               |                            |                          | Förkväll, SVT                                                                |
| 2010 | Cirkus Möller, TV4       |               |                            |                          | Förkväll, SVT Doobidoo, SVT                                                  |
| 2011 | Waterwörld, TV6          | Time out, TV4 |                            |                          | Melodifestivalen 2011, SVT                                                   |
| 2012 | Waterwörld, TV6          | Time out, TV4 |                            | RAW Comedy Club, Kanal 5 | Doobidoo, SVT                                                                |
| 2017 |                          |               |                            | Släng dig i brunnen, SVT |                                                                              |
| 2018 |                          |               | Parlamentet, TV4           |                          |                                                                              |
| 2019 |                          |               | Stjärnorna på slottet, SVT |                          |                                                                              |
| 2023 |                          |               |                            |                          | Smartare än en femteklassare, Kanal 5 / Discovery+                           |

Samt även bl.a. Roast på Berns, När & Fjärran, Wild kids och Y-front.

## Teater

### Roller
| År   | Roll | Produktion                                           | Regi          | Teater            |
| ---- | ---- | ---------------------------------------------------- | ------------- | ----------------- |
| 2014 | Tony | Livet är en schlager Jonas Gardell och Fredrik Kempe | Jonas Gardell | Cirkus, Stockholm |

## Övriga scenshower
- 1985–1989 Diverse uppsättningar på Operan. Tosca, Trollflöjten, Carmen (under sin skoltid på Adolf Fredriks musikskola, Stockholm)
- 1997 Debut med standup på Restaurang Carl Michael
- 2010 Ladies Night med Martin Stenmarck, Andreas Johnson, Brolle och Stephen Simmonds.